# Grünhöfe (Kammeltal)
Grünhöfe ist ein Weiler in der Gemeinde Kammeltal im schwäbischen Landkreis Günzburg. 

## Lage
Grünhöfe liegt westlich von Ettenbeuren an der Staatsstraße 2023 westlich der Kammel.

## Geschichte
Vor der Gebietsreform in Bayern war Grünhöfe ein Teil der Gemeinde Ettenbeuren. Als sich diese Gemeinde am 1. Juli 1972 mit sechs weiteren Gemeinden zur Gemeinde Kammeltal zusammenschloss, wurde auch der Weiler zu einem Teil dieser neuen Gemeinde.

## Bevölkerungsentwicklung
Es handelt sich um Einwohnerzahlen nach dem jeweiligen Gebietsstand bis 1970 und ohne die heute zugehörigen Ortsteile. Die Bevölkerungszahl im Ort von 1987 wurde als Gemeindeteil der Gemeinde Kammeltal angegeben. Die Zahlen sind Volkszählungsergebnisse mit Archivierungen des Bavarikon Internetportals des Freistaats Bayern.
| Jahr      | 1871 | 1925 | 1950 | 1970 | 1987 |
| Einwohner | 18   | 10   | 28   | 9    | 20   |

## Sonstiges
Durch Grünhöfe führt der Kammeltal-Radweg.